# Ion Ariton
Ion Ariton, né le 15 février 1956 à Pitești, est un homme politique roumain, membre du Parti démocrate-libéral (PDL) et ayant appartenu au Parti démocrate (PD).

## Biographie
Licencié en économie de l'université de Timişoara depuis 1983, il commencer à travailler dans le secteur privé en 1991, et est élu au conseil municipal de Sibiu en 1996. Il abandonne toutes ses activités en 2005, lorsqu'il est désigné préfet du județ de Sibiu, avant d'être élevé, en 2007, au rang d'inspecteur gouvernemental.
L'année suivante, il est élu au Sénat, dont il prend la présidence de la commission des Finances et du Budget. À l'occasion d'un important remaniement du gouvernement d'Emil Boc le 3 septembre 2010, il devient ministre de l'Économie, du Commerce et du Milieu des affaires. Il est remplacé le 9 février 2012, par Lucian Bode.